# (1352) Wawel
(1352) Wawel es un asteroide perteneciente al cinturón de asteroides descubierto por Sylvain Julien Victor Arend el 3 de febrero de 1935 desde el Real Observatorio de Bélgica, Uccle.

## Designación y nombre
Wawel se designó al principio como 1935 CE.
Más tarde fue nombrado por el castillo polaco de Wawel.

## Características orbitales
Wawel orbita a una distancia media del Sol de 2,777 ua, pudiendo acercarse hasta 2,59 ua. Tiene una excentricidad de 0,0671 y una inclinación orbital de 3,757°. Emplea 1690 días en completar una órbita alrededor del Sol.